# Chris Pappas
Christopher Charles Pappas, detto Chris (Manchester, 4 giugno 1980), è un politico statunitense, membro della Camera dei Rappresentanti per il New Hampshire dal 2019.

## Biografia
Pappas è nato a Manchester, figlio di Dawn e Arthur Pappas. Il suo bisnonno paterno arrivò nel New Hampshire all'inizio del XX° secolo come emigrato dalla Grecia. Arthur Pappas, il padre, e Louis Canota aprirono una gelateria e nel 1974, i loro figli aggiunsero una stanza sul retro come ristorante, il Puritan Backroom.
Pappas si è diplomato alla Manchester Central High School nel 1998. Ha poi frequentato l'Harvard College, dove ha scritto per "The Harvard Crimson" e conseguito il Bachelor of Arts nel 2002.
Entra in politica nel 2002 quando viene eletto per la prima volta alla Camera dei rappresentanti del New Hampshire. Nel 2006 viene eletto tesoriere della Contea di Hillsborough e nel 2012 nel Consiglio Esecutivo del New Hampshire, dove viene rieletto nel 2014 e 2016.
Nel 2018 si candida alle elezioni di mid-term per il seggio della Camera dei Rappresentanti del primo distretto del New Hampshire, dopo il ritiro di Carol Shea-Porter. Il 12 settembre vince le primarie democratiche contro 10 altri candidati tra cui Levi Sanders, figlio di Bernie Sanders. Nelle elezioni generali di novembre batte il repubblicano Eddie Edwards con il 53,6% dei voti.

## Vita privata
Pappas è co-proprietario del ristorante Puritan Backroom a Manchester, New Hampshire. Il Puritan Backroom è noto nello stato come tappa frequente per i candidati alla presidenza durante le primarie del New Hampshire.
Pappas è single ed è apertamente gay.